# Comuna Berejanka, Verhnii Rohaciîk
Berejanka (în ucraineană Бережанка) este o comună în raionul Verhnii Rohaciîk, regiunea Herson, Ucraina, formată din satele Berejanka (reședința), Heorhiivka, Mîhailivka și Novoznameanka.

## Demografie
Componența lingvistică a comunei Berejanka
     Ucraineană (88,35%)
     Rusă (10,74%)
     Alte limbi (0,91%)
Conform recensământului din 2001, majoritatea populației comunei Berejanka era vorbitoare de ucraineană (88,35%), existând în minoritate și vorbitori de rusă (10,74%).